# Arcadius
Flavius Arcadius Augustus (sau Arcadiu; n. 1 ianuarie 377 d.Hr., Hispania⁠(d), Imperiul Roman – d. 1 mai 408 d.Hr., Constantinopol, Imperiul Roman de Răsărit) a fost împărat roman al Imperiului Roman de Răsărit între anii 395-408. După divizarea definitivă a Imperiului Roman, produsă odată cu moartea lui Teodosiu I (395), Arcadius a rămas împărat al Imperiului Roman de Răsărit, iar fratele său Honorius a moștenit Imperiul Roman de Apus.

## Tinerețea
Arcadius era fiul cel mai mare al lui Teodosiu I și al Aeliei Flavia Flaccilla, fiind fratele mai mare al lui Honorius (viitorul împărat al Imperiului Roman de Apus) și al Gallei Placidia. S-a născut în Spania, în anul 377 (sau 378 după alte surse).
În ianuarie 383, tatăl său l-a asociat la tronul imperial, proclamându-l Augustus. Fiind încă minor, Arcadius a fost pus sub tutela lui Tațian, apoi a lui Rufinus⁠(en)[traduceți] (d. 395), prefectul pretorian al părților de răsărit ale Imperiului Roman (praefectus praetorii Orientis).

## Împărat roman
După moartea lui Teodosiu I (17 ianuarie 395), Imperiul Roman a fost divizat între cei doi fii ai săi: Arcadius, sub tutela lui Flavius Rufinus (d. 395), a primit partea orientală (Imperiul Roman de Răsărit, cu capitala la Constantinopol), iar Honorius (născut în 384), sub tutela generalului Stilicho, a primit partea occidentală (Imperiul Roman de Apus, cu capitala la Roma).
Arcadius s-a dovedit a avea un caracter slab, fiind foarte influențabil. Neavând înclinare spre activitățile militare, atât de importante pentru un împărat din acea perioadă, Arcadius a preferat să pozeze într-un împărat creștin pios; pentru aceasta s-a preocupat îndeosebi de combaterea ereziilor și a păgânismului. În acest scop el a decretat o serie de legi referitoare la închiderea forțată a templelor păgâne de pe teritoriul imperiului.
În timp ce Rufinus spera să și-l apropie și mai mult pe Arcadius printr-o căsătorie cu fiica lui, împăratul avea alte idei. În aprilie 395, profitând de faptul că Rufinus era absent din capitală, Arcadius s-a căsătorit cu Aelia Eudoxia (d. 404), al cărei tutore era generalul Promotus, dușman declarat al lui Rufinus. După asasinarea lui Rufinus (27 noiembrie 395), noul prim sfetnic al împăratului, marele șambelan (praepositus sacri cubiculi) Eutropius a știut să întrețină bune relații cu împărătesa Aelia Eudoxia, dominându-l astfel și mai mult pe Arcadius. De asemenea, Eutropius a știut să câștige sprijinul clerului ortodox prin încurajarea Sfântului Ioan Gură de Aur pentru a accepta funcția de arhiepiscop al Constantinopolului în anul 398.
Cu toate acestea, eunucul Eutropius a căzut în dizgrație și, la îndemnul împărătesei Eudoxia, a fost demis de către Arcadius. Această mișcare a fost influențată și de manevrele generalului got Gainas, el însuși în căutarea avansării în funcție și a favorurilor curții imperiale. În toamna anului 399 Eutropius a fost judecat și executat în Calcedon. Nici generalul Gainas nu a sfârșit mai bine, el fiind ucis într-o ciocnire cu hunii în anul 400.

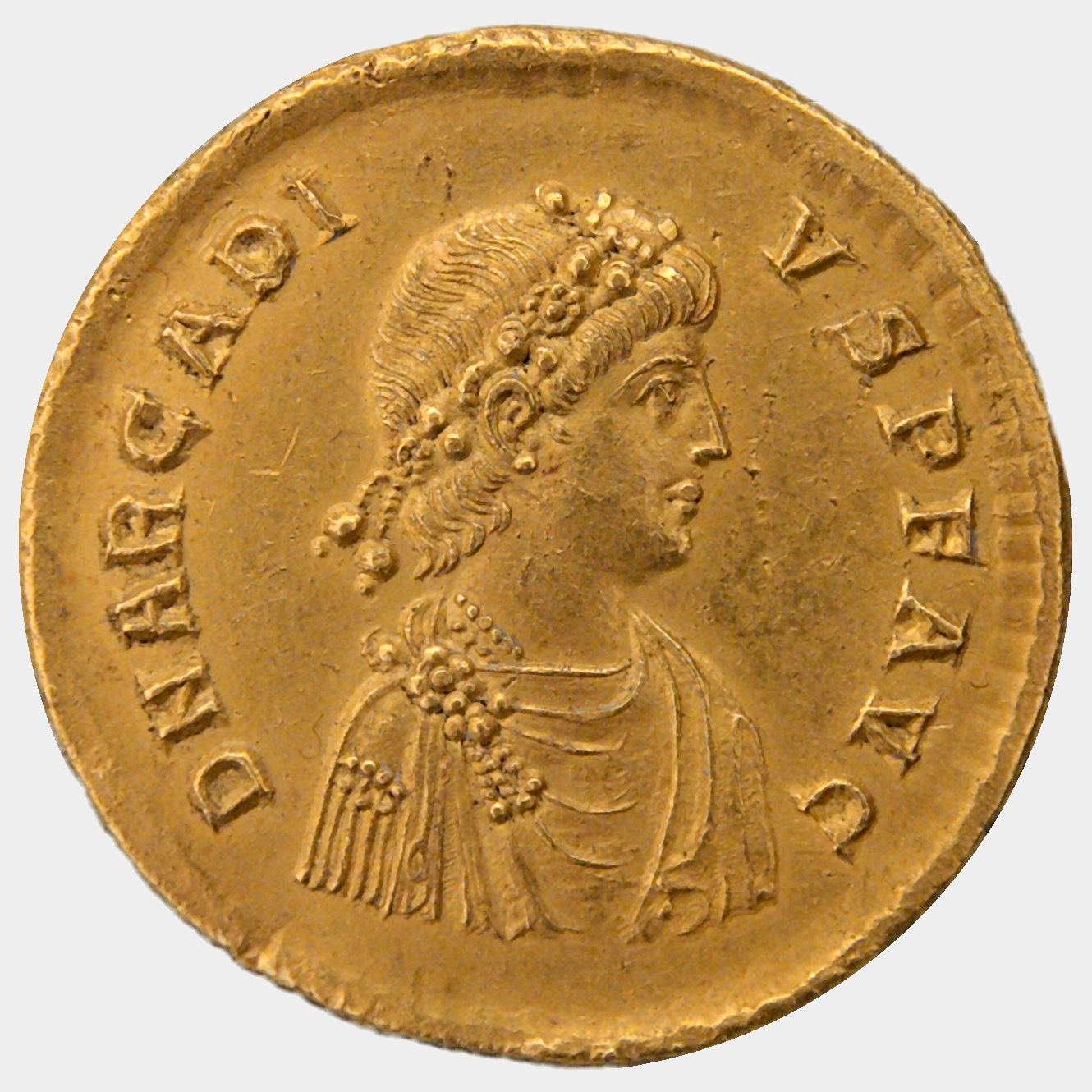
Monedă de aur (multiplu de solidus) emisă de Arcadius

Împărăteasa Eudoxia, având o puternică personalitate, a intrat în conflict cu patriarhul Constantinopolului, Sfântul Ioan Gură de Aur, din cauza obiecțiilor acestuia cu privire la influența nefastă exercitată de către Eudoxia asupra lui Arcadius. Împărăteasa și-a folosit din plin influența ei la curtea imperială împotriva patriarhului. Folosindu-se de episcopul Teofil al Alexandriei, ea a reușit ca Sfântul Ioan Gură de Aur să fie detronat din demnitatea de patriarh al Constantinopolului și exilat în anul 403. A urmat o revoltă a cetățenilor capitalei și împăratul a fost nevoit să îl recheme pe Ioan, câteva zile mai târziu. Dușmănia de moarte a împărătesei față de patriarhul Ioan a continuat și, în anul 404, Sfântul Ioan Gură de Aur a fost exilat din nou, de data aceasta definitiv.
În ianuarie 400, Eudoxia a primit titlul de Augusta, o distincție acordată pentru doar trei femei în tot secolul IV. În anul 401 împărăteasa Eudoxia a dat naștere fiului lui Arcadius, viitorul împărat Teodosiu al II-lea; ea mai născuse anterior trei fete. Într-o încercare de a asigura continuitatea dinastiei sale, Arcadius l-a numit Augustus pe Teodosie, la vârsta de doar opt luni. În octombrie 404, Eudoxia a murit în urma unui avort spontan, încheindu-se astfel și dominația ei asupra lui Arcadius.

## Ultimii ani
În anii de domnie care au urmat morții împărătesei Eudoxia, Arcadius i-a încredințat puterea efectivă lui Anthemius, noul prefect pretorian al părților de răsărit ale Imperiului Roman (începând din anul 405). Anthemius a fost o persoană competentă; el s-a străduit să stăvilească abuzurile guvernamentale și să asigure apărarea hotarelor imperiului față de năvălirile barbarilor vizigoți și huni. De asemenea, el a continuat programul lui Arcadius de creștinare forțată a tuturor locuitorilor din imperiu, închizând sau chiar distrugând templele păgâne.
Împăratul Arcadius a murit la 1 mai 408, din cauze naturale, lăsând tronul fiului său, Teodosie al II-lea, sub tutela surorii sale mai mari, Pulcheria.
Arcadius a avut, cu soția sa Aelia Eudoxia, doi copii:
- Teodosie II
- Pulcheria

## Galerie de imagini

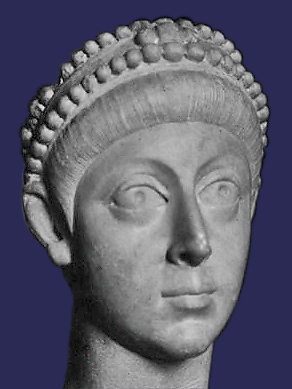
Bust al lui Arcadius
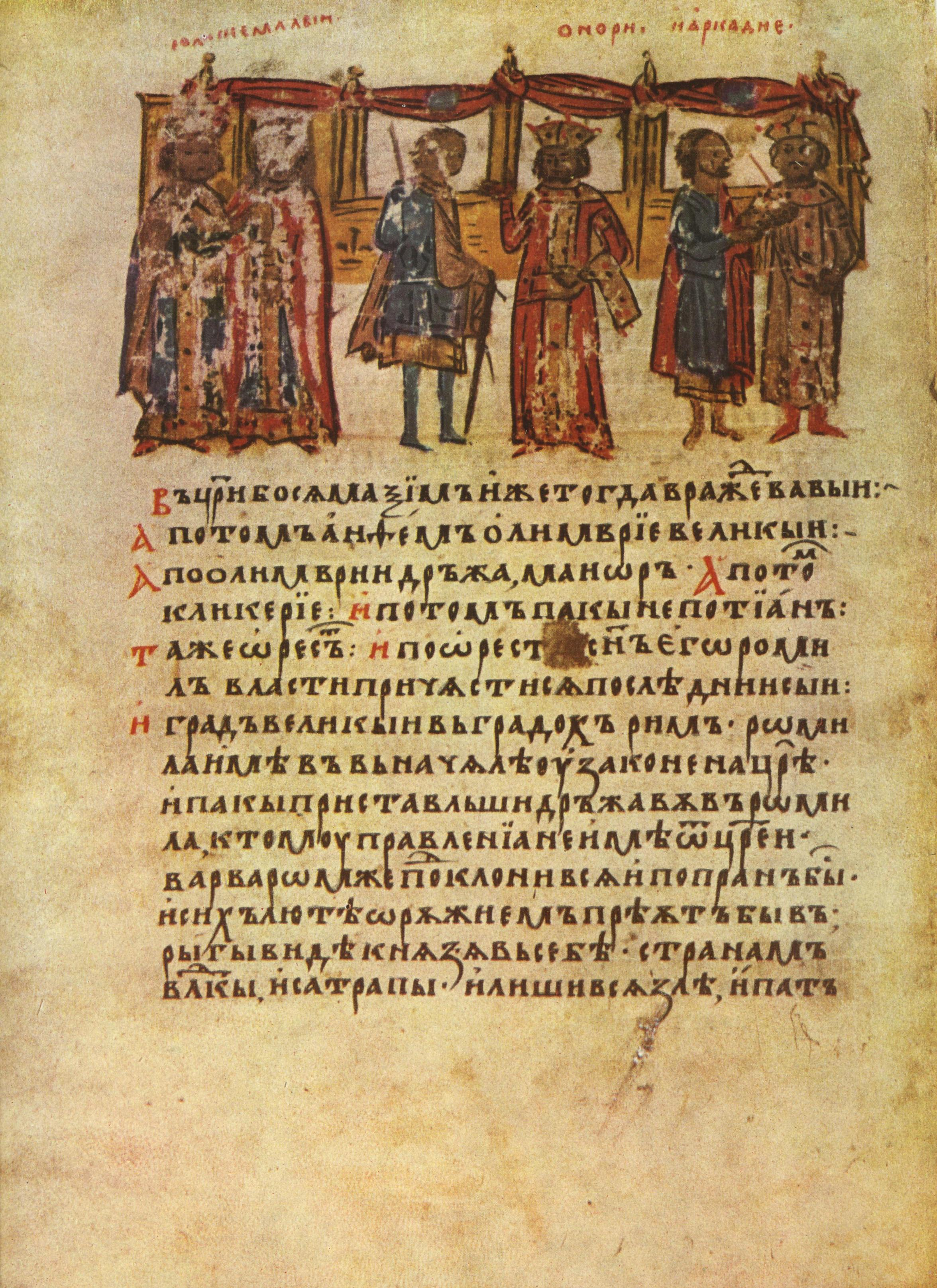
Miniatură din cronica lui Constantin Manasses cu împăraţii Teodosiu I, Arcadius şi Honorius
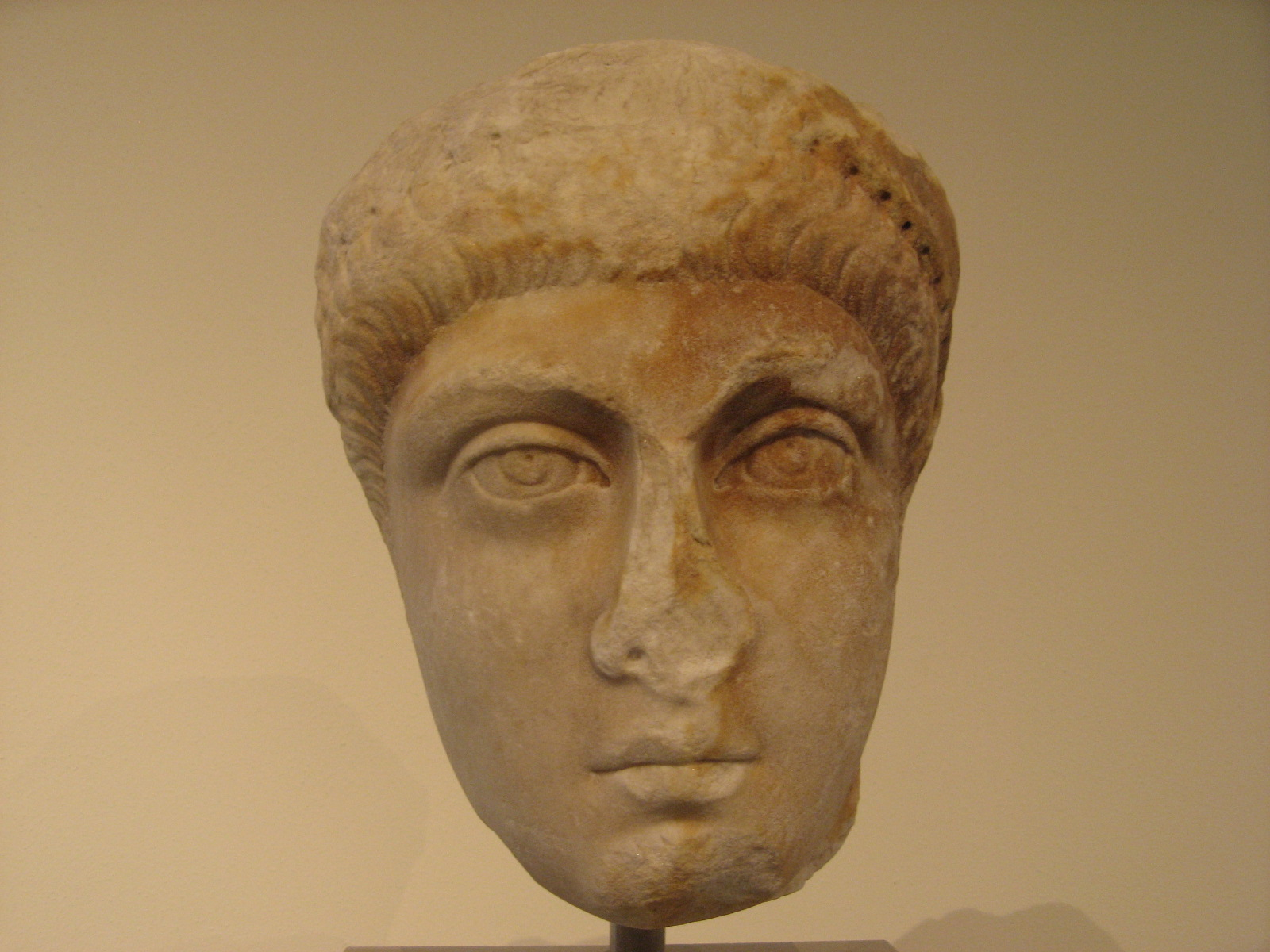
Bust din marmură - Altes Museum din Berlin
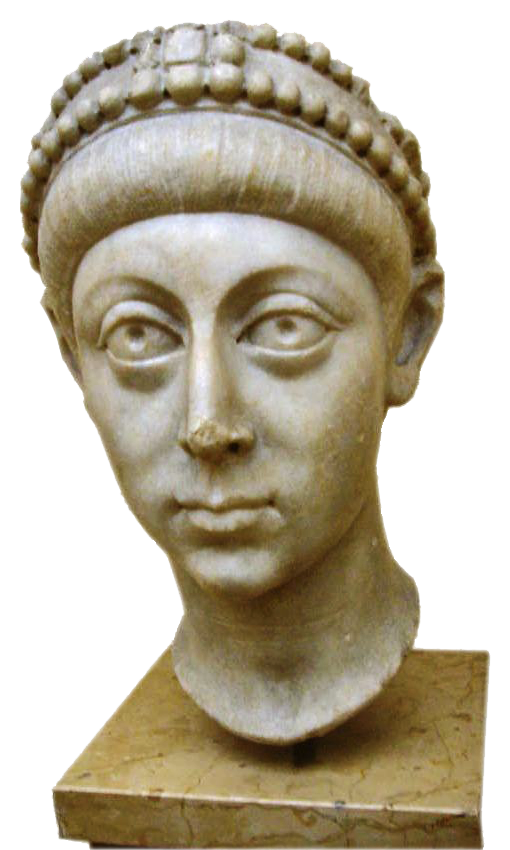
Bust al lui Arcadius - Muzeul de arheologie din Istanbul